# Bradford County (Florida)
Bradford County is een county in de Amerikaanse staat Florida.
De county heeft een landoppervlakte van 759 km² en telt 26.088 inwoners (volkstelling 2000). De hoofdplaats is Starke.

## Bevolkingsontwikkeling

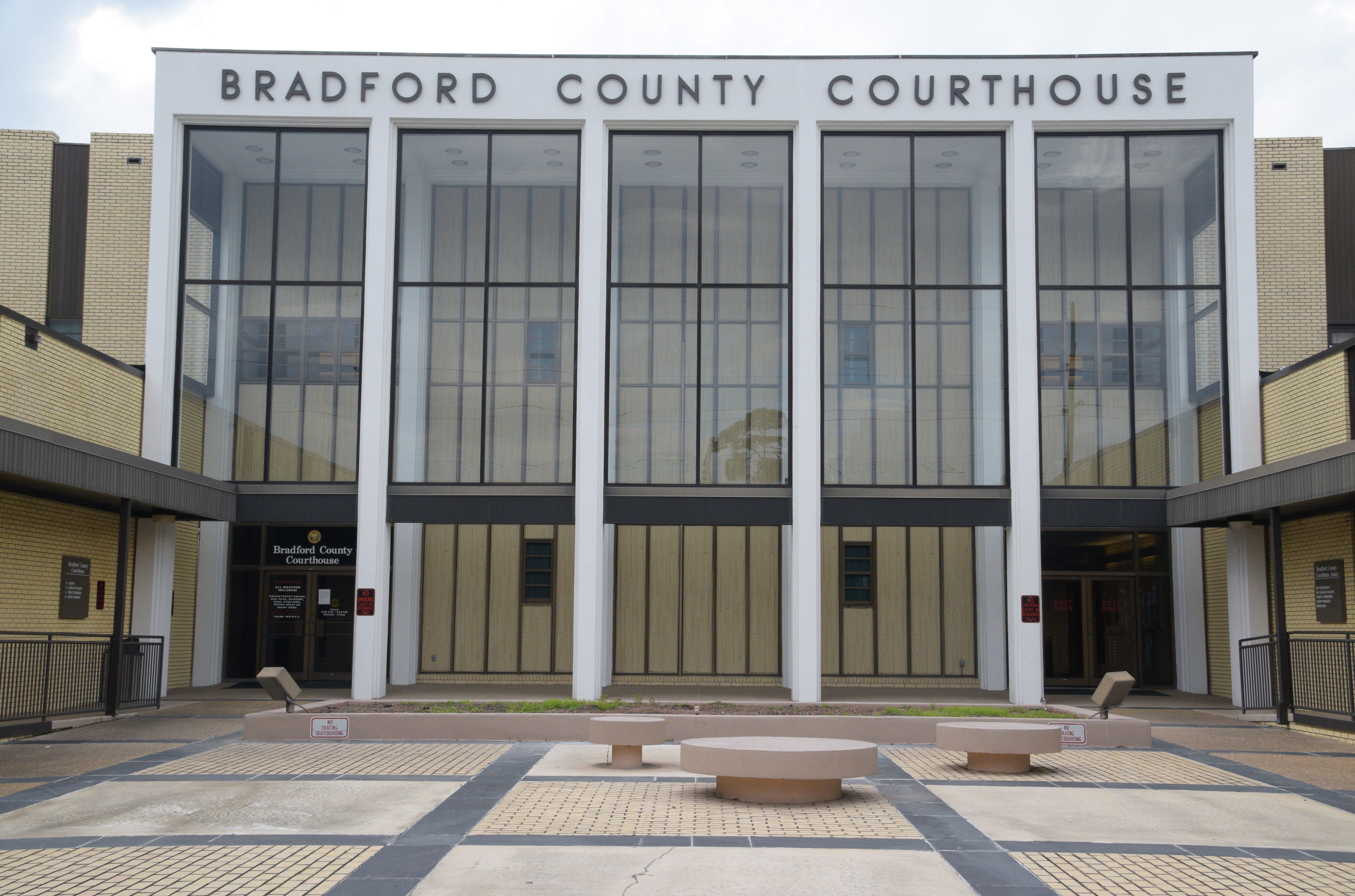
Bradford County Courthouse